# Tauron Polska Energia
TAURON Polska Energia S.A. ist der zweitgrößte polnische Energiekonzern (nach PGE) mit Unternehmenssitz in Katowice.
Das Unternehmen wurde 2006 von der polnischen Regierung durch den Zusammenschluss mehrerer staatlicher Gesellschaften gegründet.
Die Aktie des Unternehmens wird seit Juni 2010 an der Warschauer Wertpapierbörse gehandelt und ist sowohl in deren Leitindex WIG30 als auch im Nebenwerteindex mWIG40 gelistet.

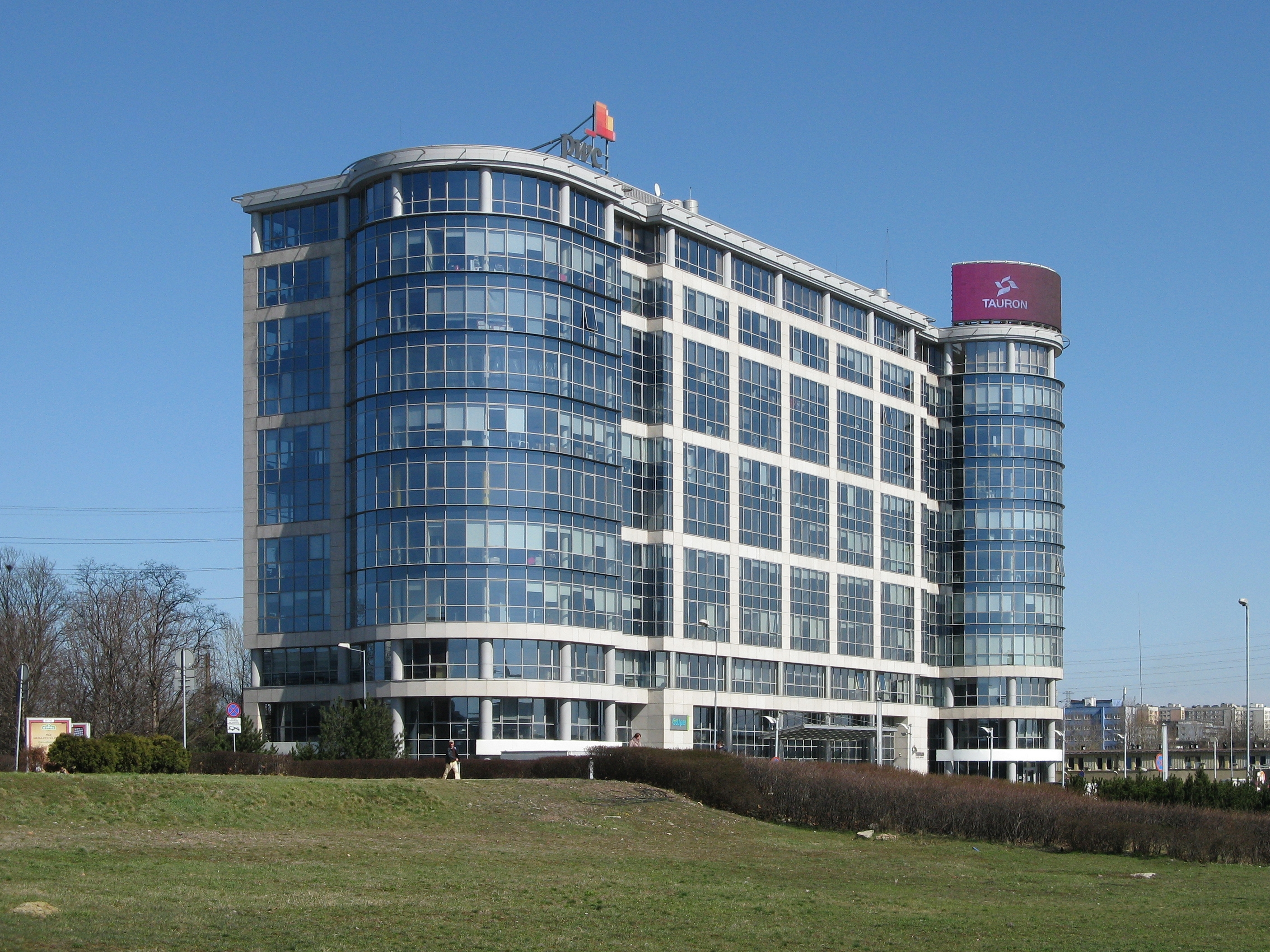
Zentrale Tauron Polska Energia in Katowice

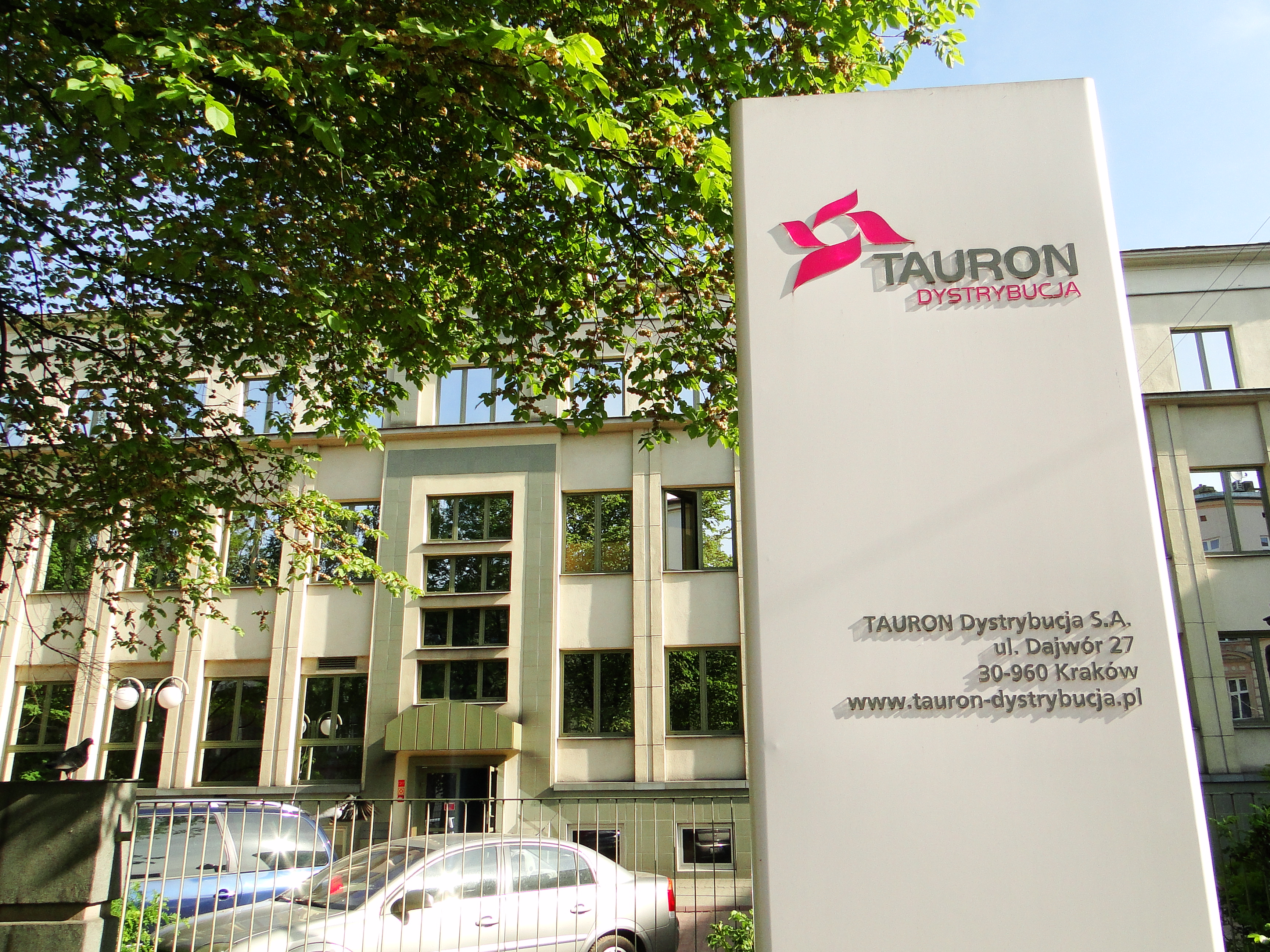
Tauron Polska Energia Niederlassung Krakau II

## Geschäftsfelder und Tätigkeitsbereich
Die Aktivitäten des Unternehmens gliedern sich in fünf zentrale Geschäftsfelder:
- Der Geschäftsbereich Rohstoffabbau umfasst in erster Linie den Abbau, die Aufbereitung und den Verkauf von Steinkohle in Polen.
- Im Bereich Produktion sind die Tätigkeiten zur Erzeugung elektrischer Energie aus konventionellen (z. B. Kohle) und regenerativen Energieträgern (z. B. Biomasse sowie Wasser- und Windkraft) organisiert. Darüber hinaus erfolgt auch die Produktion von Wärmeenergie.
- Der Bereich Distribution umfasst den Betrieb eines elektrischen Verteilnetzes in Südpolen.
- Im Segment Vertrieb sind die Aktivitäten zum Verkauf elektrischer Energie an Endkunden, der Energiegroßhandel, der Handel mit CO2-Zertifikaten sowie der Handel mit Brennstoffen gebündelt.
- Das Segment Sonstige bündelt die verbleibenden Aktivitäten der Unternehmensgruppe. Neben internen Dienstleistungen für die Konzernunternehmen (vor allem Kundenservice, Verwaltung, Rechnungswesen und IT) zählt dazu auch der Abbau von Gesteinen (darunter vor allem Kalkstein), die Herstellung von Sorptionsmitteln zur Rauchgasentschwefelung in Kraftwerken und Schwefelreduktion in Schmelzöfen sowie Gewinnung, Transport und Verarbeitung von Biomasse.

Der Konzern ist vornehmlich auf dem polnischen Heimatmarkt aktiv. Die Aktivitäten im europäischen Ausland beschränken sich auf den Vertrieb elektrischer Energie an ausländische Kunden, vor allem aus Tschechien (198,8 Mio. Złoty) und der Slowakei (3,1 Mio. Złoty).:24

## Energiemix
Nach eigenen Angaben setzt sich der Energiemix des Unternehmens wie folgt zusammen:
| Primärenergieträger | Anteil an der Gesamtproduktion 2019 |
| ------------------- | ----------------------------------- |
| Biomasse            | 3,74 %                              |
| Biogas              | 0,59 %                              |
| Geothermie          | 0,00 %                              |
| Windenergie         | 9,11 %                              |
| Solarenergie        | 0,32 %                              |
| Großwasserkraft     | 1,70 %                              |
| Kleinwasserkraft    | 0,36 %                              |
| Steinkohle          | 50,09 %                             |
| Braunkohle          | 24,85 %                             |
| Erdgas              | 7,36 %                              |
| Kernenergie         | 0,00 %                              |
| Sonstige            | 1,88 %                              |

## Aktionärsstruktur
Das Grundkapital der Gesellschaft beträgt 8.762.746.970 Złoty und verteilt sich auf 1.589.438.762 Inhaberaktien der Serie AA und 163.110.632 Namensaktien der Serie BB zum Nennwert von je 5,00 Złoty.:145
| Aktionär                                          | Anzahl gehaltener Aktien | Anteil am Grundkapital | Stimmrechtsanteil |
| ------------------------------------------------- | ------------------------ | ---------------------- | ----------------- |
| Polnischer Staat                                  | 526.848.384              | 30,06 %                | 30,06 %           |
| KGHM Polska Miedź                                 | 182.110.566              | 10,39 %                | 10,39 %           |
| Nationale-Nederlanden OFE (offener Pensionsfonds) | 88.742.929               | 5,06 %                 | 5,06 %            |
| Streubesitz                                       | 954.847.515              | 54,49 %                | 54,49 %           |